# El misterio de los hijos de Lúa
El misterio de los hijos de Lúa (titulada originalmente en gallego como O misterio dos fillos de lúa), es un libro escrito por la escritora gallega Fina Casalderrey, que obtuvo el Premio Nacional de literatura infantil y juvenil y el premio O Barco de Vapor. Lo escribió en el año 1995 al igual que su otro libro "O estanque dos parrulos pobres" que recibió el premio Edebé de Literatura Infantil y Juvenil. Su clasificación se establece en la narrativa infantil.

## Argumento

### Introducción
El misterio de los hijos de Lúa trata de una familia, que hace poco tiempo, vivía en la ciudad pero posteriormente se trasladaron a un pueblo, y por ello a una casa nueva llamada"Parroquia", que según el protagonista, se llama así porque tiene una iglesia muy grande. La familia está formada por un niño llamado David, que cumplió ocho años en diciembre; por su hermano mayor "Xocas" (apelativo cariñoso de Xaquín, Joaquín en castellano, en castellano se llama Quin), su madre y su padre. 
Un día Quin fue a dar un paseo cerca del cementerio donde vio una gatita pequeña abandonada dentro de una caja de cartón, a la que después de un rato de estar mirando, cogió para llevársela a su casa. A su madre no le pareció nada bien la idea de tener un gato en una casa nueva, pero entre todos sus hijos la convencieron y al final se quedó allí. En un principio, la querían llamar "Nube Gris", pero pensaron que era un nombre muy largo y que sonaba a indio, por lo que le pusieron "Lúa" (en gallego significa Luna). Unos días más tarde, los padres de David y Quin vieron que Lúa ya estaba muy gorda, la llevaron al veterinario y resultó que estaba embarazada. 
Lúa tuvo cinco gatitos preciosos, los pusieron en el cobertizo, pero al día siguiente vieron que Lúa estaba muy triste porque nadie encontraba a sus gatitos. La segunda vez que tuvo más gatitos, los escondió en el armario de la madre de David, pero al día siguiente ocurrió lo mismo que había ocurrido en la primera ocasión, sus crías desaparecieron. En la tercera ocasión en la que tuvo crías, no ocurrió nada, pues estaban sanos y salvos con la familia.
David y una vecina de su misma edad llamada Blanca (su "novia") decidieron investigar ese misterio que rondaba en torno a los hijos de Lúa, y encontraron como primer sospechoso a otro vecino cuyas pintas no eran muy buenas. Aunque poco a poco fueron investigando más el asunto.

### Desenlace
Un día David y su familia fueron a visitar a su abuela que vivía muy cerca de su casa. Ella le comentó a David que seguramente habría sido su padre quien había enterrado a los gatitos de Lúa en el huerto. Su madre le explicó que eso no era verdad, que eran tonterías. Al final del libro se explica que Rambo, el perro de la farmacia (que ya se había ido) los había matado, y su padre tuvo que enterrarlos en la huerta.

## Personajes

### Primarios
- David: Es un niño muy bueno, cariñoso con todo el mundo, alegre, hablador y bastante risueño. También es curioso, puesto que lo que más le gusta es investigar y de mayor quiere ser detective o investigador. Físicamente es alto y delgado, de pelo moreno, con mofletes rojos continuamente y una nariz pequeña.
- Blanca: Es muy guapa según dice David. Morena con los ojos azules, alta y delgada. Muy simpática, risueña y amable , y de mayor también querrá ser investigadora.
- Lúa: Es la gatita que se encontró Xocas. Su pelaje es oscuro y sus ojos también son grandes y muy oscuros. Es muy buena y mansa, le gusta mucho jugar con los niños y nunca se enfada ni gruñe. Cuando está contenta se pone a ronronear al igual que todos los gatos, y sus maullidos son tan suaves que apenas se oyen.

### Secundarios
- Xocas(Quin en castellano) :Es el hermano mayor de David y fue él quien encontró a Lúa. De carácter es tímido pero igualmente alegre y risueño. Físicamente es regordete pero muy alto, moreno y con grandes mofletes como su hermano.
- Flora: Es la madre de David y Xocas, es taxista y se pone histérica con facilidad. Cocina muy bien.
- Pepe: Es el padre de David y Xocas, muy amable.
- Señor Indalecio: Es un señor viejo que vive en la Casa Vieja. Siempre dice Pequeños fuera pero puede ser porque está loco. Pide limosna y vende cosas en el mercado. Blanca y David sospechaban de él porque les asusta.